# PuTTY
PuTTY è un client SSH, Telnet e rlogin combinato con un emulatore di terminale per la gestione in remoto di sistemi informatici (es. computer, server ecc..). È una suite di software libero, originariamente disponibile solo per sistemi Microsoft Windows, ma in seguito anche per vari sistemi Unix e Unix-like. Esistono anche adattamenti non ufficiali per altri sistemi, ad esempio Symbian.

## Componenti della suite
- PuTTY - Il client SSH, Telnet ed rlogin che include anche l'emulatore di terminale, con possibilità di salvare i server e le preferenze.
- PSCP - Un client testuale per SCP.
- PSFTP - Un client testuale per SFTP.
- PuTTYtel - Un client solo per Telnet.
- PuTTYgen - Un programma per la generazione di chiavi RSA e Digital Signature Algorithm (DSA).
- Pageant - Un programma che mantiene in memoria delle chiavi RSA e Digital Signature Algorithm, mettendole a disposizione degli altri componenti (ed anche a WinSCP) per l'autenticazione con SSH.